# HD 98618
HD 98618 (HIP 55459 / BD+59 1369) es una estrella en la constelación de la Osa Mayor de magnitud aparente +7,66, suficientemente brillante para poderla observar con binoculares desde el hemisferio norte. Sus características la hacen casi idéntica al Sol. Se encuentra a 126 años luz del sistema solar, la misma distancia que nos separa de la brillante Dubhe (α Ursa Majoris), también en la misma constelación.
HD 98618 es un gemelo solar, una enana amarilla como el Sol, pero además con unos parámetros de temperatura, metalicidad y edad indistinguibles de los solares. Su tipo espectral es G5 V y solamente su luminosidad levemente superior, 1,06 ± 0,05 veces la del Sol, la distingue de nuestra estrella. Su diámetro es igual al del Sol, y su período de rotación, 24 días, también es análogo. Su edad, estimada en 4210 ± 900 millones de años, es apenas un 10% inferior a los 4600 millones de años de edad del Sol.
Su índice de metalicidad ([Fe/H] = +0,03) revela una composición elemental muy parecida a la del Sol, lo es corroborado por las abundancias relativas tanto de elementos ligeros —carbono, oxígeno, silicio, azufre y sodio— como de elementos pesados —cromo, manganeso, cobre, itrio y bario—, con valores muy cercanos a los solares.
Se estima que son menos del 2% las estrellas de nuestra galaxia que tienen características muy similares al Sol. La mayor parte de los científicos consideran que la perspectiva de encontrar planetas habitables en un gemelo solar es mayor que en otras estrellas. Hasta el momento, no hay planetas conocidos alrededor de HD 98618, lo cual puede ser positivo ya que los planetas más fáciles de detectar son planetas gigantes muy próximos a la estrella, y la gravedad de un planeta así podría desbaratar la órbita de un planeta terrestre. 18 Scorpii, 37 Geminorum o Asterion (β Canum Venaticorum) son otros ejemplos de gemelos solares.